# David Lång
Lars David Lång, född 14 november 1972 i Nyköpings östra församling i Södermanlands län, är en svensk politiker (sverigedemokrat) som var ordinarie riksdagsledamot mellan 2010 och 2024, invald för Stockholms kommuns valkrets 2010–2014, Örebro läns valkrets 2014–2022 och Västernorrlands läns valkrets 2022–2024.
Lång har studerat nationalekonomi och har tidigare arbetat som löneadministratör.

## Politisk karriär
Lång gick med i Sverigedemokraterna 1999 och var i många år fram till 2019 partistyrelseledamot. Han har också varit ordförande för partiets distrikt i Stockholms stad. Han ställde upp som kandidat för partiet i riksdagsvalet 2006 på tolfte plats. År 2009 valdes han till ledamot i Stockholms stiftsfullmäktige samt till ersättare i kyrkomötet. Sedan 2014 är han ledamot av kyrkomötet.
I riksdagsvalet 2010 stod David Lång som nummer 20 på Sverigedemokraternas riksdagslista, och blev invald i riksdagen. Han var där ledamot i skatteutskottet 2010–2012 och 2014–2024, samt i socialförsäkringsutskottet 2012–2014.
Lång har varit en av författarna till partiets ekonomiska handlingsprogram. Han har även varit radiopratare i Radio SD, Sverigedemokraternas program i Stockholms närradio. Han anses vara en av partiets traditionalister, en gruppering som stödde den tidigare partiordföranden Mikael Jansson.
I kyrkovalet i Svenska kyrkan 2025 toppade Lång Sverigedemokraternas lista i Stockholm stift.

## Utträde ur riksdagen
Den 10 juni 2024 meddelades det att Lång skulle lämna riksdagen efter att på partiets valvaka efter Europaparlamentsvalet ha sjungit med i låten "L'Amour Toujours" av Gigi D'Agostino, men istället för originaltexten sjungit "Ausländer raus!" (tyska för "Utlänningar, ut!"), en fras som under våren 2024 spridit sig i högerextrema kretsar runtom i Europa. Han skulle därefter även ha försökt ta ifrån en journalist inspelningsutrustningen.